# Killer Love Tour
Killer Love Tour to pierwsza, po odejściu z zespołu The Pussycat Dolls, solowa trasa koncertowa amerykańskiej artystki Nicole Scherzinger.

## Lista utworów
1. Club Banger Nation
2. Poison
3. Killer Love
4. Baby Love
5. Pretty
6. You Will Be Loved
7. How To Love
8. I Will Always Love You (Whitney Houston Tribute)
9. Buttons
10. Jai Ho (You Are My Destiny)
11. Wait a Minute
12. I Will Survive (Intro)
13. Hush Hush
14. I Hate This Part
15. Stickwitu
16. When I Grow Up
17. Wet
18. Try With Me
19. Right There
20. Don't Cha (Party Rock Anthem Dancebreak)
21. Don't Hold Your Breath

## Miejsca koncertów
| Data            | Miasto     | Państwo           | Miejsce                |
| Europa          | Europa     | Europa            | Europa                 |
| --------------- | ---------- | ----------------- | ---------------------- |
| 13 lutego, 2012 | Bruksela   | Belgia            | Ancienne Belgique      |
| 15 lutego, 2012 | Belfast    | Irlandia Północna | Waterfront Hall        |
| 16 lutego, 2012 | Dublin     | Irlandia          | Olympia Theatre        |
| 19 lutego, 2012 | Londyn     | Wielka Brytania   | HMV Hammersmith Apollo |
| 22 lutego, 2012 | Manchester | Wielka Brytania   | O2 Apollo Manchester   |
| 23 lutego, 2012 | Birmingham | Wielka Brytania   | O2 Academy Birmingham  |